# Terrateig (kommunhuvudort)
Terrateig är en kommunhuvudort i Spanien.   Den ligger i provinsen Província de València och regionen Valencia, i den östra delen av landet, 300 km sydost om huvudstaden Madrid. Terrateig ligger 264 meter över havet och antalet invånare är 393.
Terrängen runt Terrateig är huvudsakligen kuperad, men västerut är den platt. Runt Terrateig är det ganska glesbefolkat, med 43 invånare per kvadratkilometer. Närmaste större samhälle är Gandia, 14,3 km nordost om Terrateig. 